# Martijn Westerholt
David Martijn Westerholt (Zwolle, 30 marzo 1979) è un pianista, tastierista e compositore olandese, fondatore del gruppo symphonic metal Delain.

## Biografia
Martijn è il fratello minore di Robert Westerholt, fondatore e chitarrista ritmico dei Within Temptation, nei quali lo stesso Martijn militò dal 1996 al 2001. Con la band del fratello, Martijn pubblicò l'album Enter (di cui co-scrisse la canzone Restless, primo singolo della band), l'EP The Dance e il secondo full-length Mother Earth. Nel giugno 2001, poco dopo la pubblicazione del singolo Ice Queen, gli venne diagnosticata una mononucleosi infettiva, che lo costrinse a lasciare il gruppo. L'anno successivo fondò i Delain, dal sound simile a quello dei Within Temptation, in cui milita tuttora.
Nel 2005 apparve come guest nel live dei Within Temptation The Silent Force Tour, eseguendo il brano Candles (da Enter) insieme agli ex-membri Michiel Papenhove e Ivar de Graaf, riunendo quindi la formazione originale di Enter. Nel 2012 si esibì nuovamente con la band nel medesimo brano, insieme a Papenhove e George Oosthoek; questa performance fu pubblicata due anni dopo nel doppio album Let Us Burn - Elements & Hydra Live in Concert.

## Equipaggiamento
Martijn utilizza tastiere Roland XV88, Korg Triton e Schecter Hellraiser.

## Discografia

### Con i Within Temptation
- 1997 – Enter
- 1998 – The Dance (EP)
- 2000 – Mother Earth

### Con i Delain

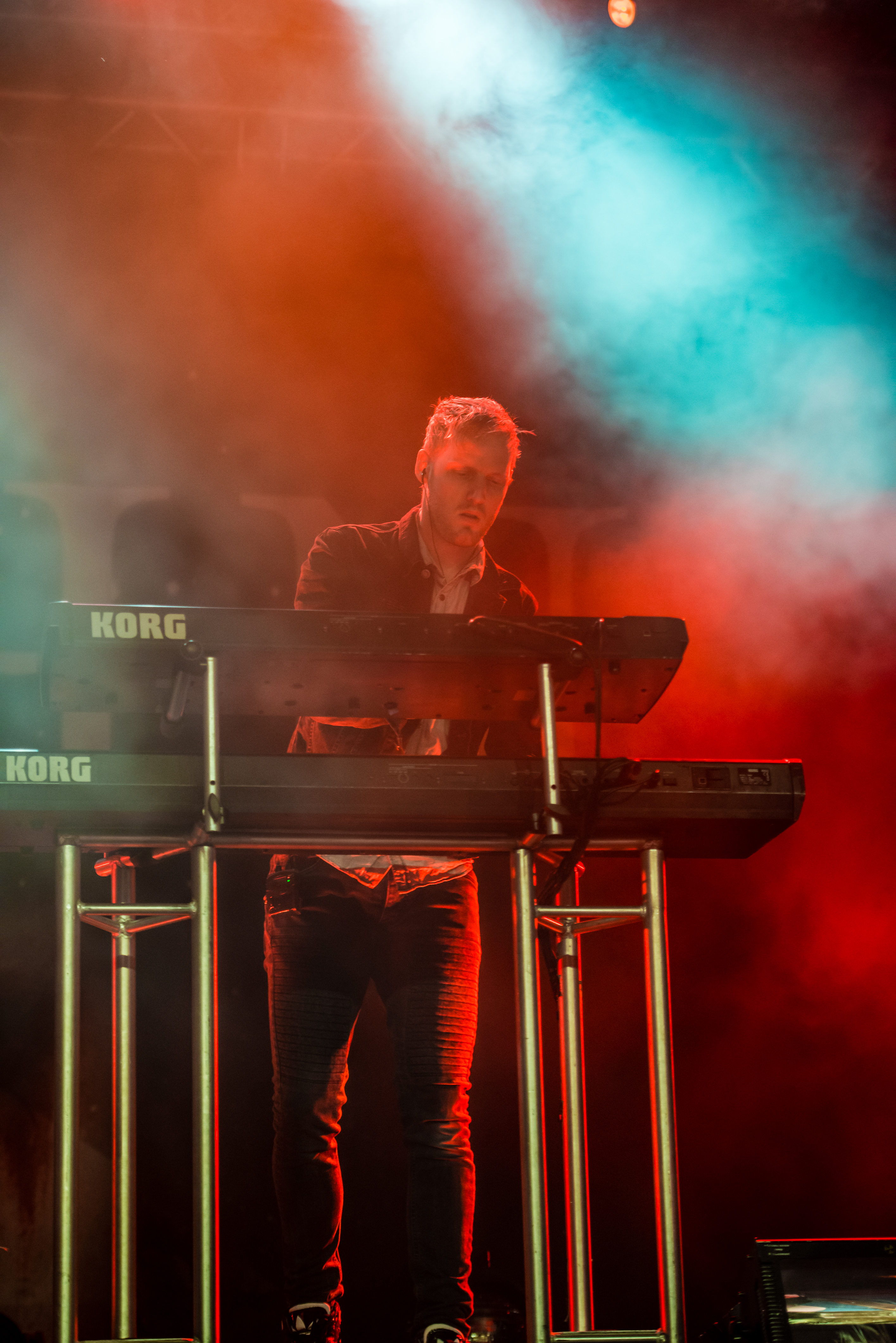
Martijn Westerholt con i Delain all'Epic Metal Fest 2015

- 2006 – Lucidity
- 2009 – April Rain
- 2012 – We Are the Others
- 2014 – The Human Contradiction
- 2016 – Lunar Prelude (EP)
- 2016 – Moonbathers
- 2020 – Apocalypse & Chill

### Altre partecipazioni
- Infernorama – A Symphony for the Heartless (2005)
- Within Temptation – The Silent Force Tour (2005)
- Within Temptation – Let Us Burn - Elements & Hydra Live in Concert (2014)

## Curiosità
- La sua canzone preferita dei Delain è The Gathering[1].
- I suoi idoli in ambito musicale sono Tuomas Holopainen (tastierista dei Nightwish) e Sting (cantante e bassista dei Police)[1].